# Sheynnis Palacios
Sheynnis Alondra Palacios Cornejo, née le 30 mai 2000 à Managua, est une mannequin nicaraguayenne, élue Miss Univers 2023 à San Salvador (Salvador).

## Biographie
Shennyis Palacios est née le 30 mai 2000 à Managua. Elle est diplômée de l'université Centroamericana (en) de Managua, obtenant une licence en sciences de la communication.

## Concours de beauté

### Miss Teen Universe
Shennyis Palacios commence sa carrière dans les concours de beauté en 2016, lorsqu'elle est couronnée Miss Teen Nicaragua 2016 et termine dans le Top 10 de Miss Teen Universe 2017 à Managua.

### Miss Monde
Le 15 février 2020, Shennyis Palacios représente Managua à Miss Monde Nicaragua 2020 au Holiday Inn and Convention Center de Managua, où elle remporte le titre. Elle représente le Nicaragua à Miss Monde 2021 et concourt contre 96 autres candidates à San Juan, au Porto Rico. Elle termine dans le Top 40.

### Miss Univers
Le 5 août 2023, Shennyis Palacios représente Diriamba à Miss Nicaragua 2023 ; elle concourt contre neuf autres finalistes au Crowne Plaza Managua à Managua, où elle remporte le titre,. Shennyis Palacios représente le Nicaragua à Miss Univers 2023 le 18 novembre 2023 et concourt contre 83 autres candidates à la José Adolfo Pineda Arena de San Salvador (Salvador), où elle remporte le titre et succède à Miss Univers 2022, l’Américaine R'Bonney Gabriel. Elle est la première Miss Univers venant du Nicaragua,.

### Opposition et interdiction du territoire nicaraguayen
Après sa victoire, Sheynnis Palacios est félicitée par le président nicaraguayen Daniel Ortega et de nombreux Nicaraguayens sortent dans les rues avec des drapeaux du pays. Mais depuis les manifestations de 2018 contre la politique du gouvernement qui avaient été réprimées dans le sang, manifester et brandir le drapeau en public sont devenus des symboles de l’opposition ; cela est interdit et passible de prison. Après son élection, des photos de Sheynnis Palacios dans des manifestations antigouvernementales brandissant un drapeau nicaraguayen ressortent. Cela ne plaît guère à Daniel Ortega et à son gouvernement, la vice-présidente du pays et Première dame Rosario Murillo qualifiant les manifestations célébrant la victoire de Sheynnis Palacios de « tentatives de coup d'État » et les photos de Sheynnis Palacios de « communication terroriste ». En réponse à cela, le gouvernement interdit à la responsable nicaraguayenne de Miss Univers de rentrer au Nicaragua (qui part finalement pour le Mexique) et menace de retirer la nationalité nicaraguayenne à Shennyis Palacios, ainsi que de lui interdir de rentrer au pays une fois son règne terminé,.
Avant son élection, Sheynnis Palacios a été moquée sur les chaînes de télévision officielles pour ses origines modestes. Après sa victoire, le couple présidentiel envoie chez ses parents un homme pour la féliciter avec un bouquet de fleurs, tout en censurant une fresque la représentant et arrêtant un utilisateur de TikTok s'en prenant aux moqueries de la chaîne officielle Canal 13 la concernant.